# 北軍による海上封鎖
北軍による海上封鎖（ほくぐんによるかいじょうふうさ、英語: Union blockade）は、南北戦争中の1861年から1865年にかけて行われたアメリカ海軍による作戦行動。アメリカ連合国への貿易製品、物資および武器の出入りを妨害することを目論んで、大西洋とメキシコ湾の連合国海岸の封鎖を海軍が大々的に継続したものである。
封鎖を突破できたのは、貨物積載量をごくわずかに抑えることで高速で航行する封鎖突破船のみである。これらの船舶はイギリスによって操船され（イギリス海軍の予備役にある士官を使った）、イギリスの供給者が供給基地としたキューバのハバナ、バハマのナッソーおよびバミューダの中立港と南軍が支配している港との間で運行された。

## 概要
アメリカ合衆国大統領エイブラハム・リンカーンは1861年4月19日に海上封鎖を宣言した。
その戦略は、ウィンフィールド・スコット将軍のアナコンダ作戦の一部であり、アメリカ連合国の海岸線3,500マイル (5,600 km)と、戦争勃発前は綿花の上位輸出港であるニューオーリンズやモービル、および大西洋岸のリッチモンド、チャールストン、サバンナおよびウィルミントンを含む主要12の海港の閉鎖を求めた。
この目的のために北軍は500隻の艦船を就役させ、戦争遂行中に約1,500隻の封鎖突破船を破壊または捕獲したが、それでも封鎖突破船は6隻のうち5隻の割合で封鎖を突破する事に成功していた。
ただし封鎖突破船はその性格上通常の貨物量からみれば少量の貨物しか運べなかった。このためアメリカ連合国の綿花輸出量は95％減少し、戦前3年間に1千万俵であったものが、封鎖期間中は丁度50万俵となった。

## 海上封鎖の宣言と法的な意味合い
1861年4月19日リンカーン大統領は「南部港湾に対する封鎖の宣言」を発した。

### アメリカ連合国の認知

アメリカ連合国の国旗

海上封鎖宣言は、諸国が自国の港を「閉鎖」するものであって封鎖はしないものであるから、アメリカ連合国を独立した国体として事実上認めるものだと強く主張する者がいた。しかし、国際法や海事法の下では、国は海上封鎖を侵犯していると疑われれば、公海上の中立国の艦船の臨検を行う権利があるとされ、港湾閉鎖ではこれが許されない。アメリカ連合国との貿易を行っていると考えられるイギリス商船を臨検することについて、合衆国とイギリスの間の紛争を避けるために、合衆国は海上封鎖宣言に伴う国際法上の特権を必要とした。
1856年のパリ宣言に基づく国際法では、海上封鎖が合法であるためには(1)正式に宣言され(2)即座に確立され(3)強制され、そして(4)有効であることを要求した。
しかし、国際法下では合法的に外国に認知される資格の無い反乱者ではなく、アメリカ連合国が交戦相手国であることを事実上宣言することで、リンカーンはイギリスやフランスのようなヨーロッパ列強がアメリカ連合国を認知する道を開いた。イギリスの中立宣言はアメリカ連合国と交戦中である国際法下のリンカーン政権の立場に一致するものであり、中立国から資金を借り武器を購入する権利を与え、イギリスにはあるとすればどちらの側を支援するかを公然と議論する正式な権利を与えた。

## 海上封鎖の実行

### 範囲
海上封鎖戦略委員会と呼ばれる北軍の陸軍海軍合同委員会が形成され、南部の主要港を押さえ、海上封鎖を拡張するための北軍の作戦行動基地として利用する計画が作られた。サミュエル・F・デュポンの指導で、1861年6月にワシントンD.C.で初会合が持たれた。
海上封鎖の初期段階では、北軍は大西洋海岸に集中した。1861年11月、サウスカロライナ州のポートロイヤル占領で、北軍は海洋に開かれた港と修繕保守設備を良い状態で手に入れた。ここはストーンフリート（石を積んだ老朽船であり、封鎖する海港の入り口に沈めて船舶の航行を妨害した）を含みその後の大西洋海岸にそって海上封鎖を拡大するための初期作戦基地となった。フロリダ州アパラチコラはジョージア州コロンバスからチャタフーチー川を下ってくる南軍の物資を受ける港であり、フロリダのメキシコ湾岸では北軍の海上封鎖の初期目標になった。他の初期の成果にはシップ・アイランドがあり、海軍の基地になって、そこからミシシッピ川やモービル湾の入り口を警戒することができた。海軍はメキシコ湾からテキサス海岸まで徐々にその範囲を拡げ、テキサス州のガルベストンやサビーヌ・パスが含まれた。

### 北軍の海軍
アメリカ連合国の沿岸は合計すると5600キロメートル以上にもなり、主要な港湾だけでも180以上を数えていた。これらの港を封鎖するというのは今までにない規模の封鎖作戦だったが開戦当初のアメリカ合衆国海軍の戦力はわずか90隻の戦力に過ぎなかった。しかもその90隻のうちすぐにでも任務に投入できる船舶は42隻でしかなく、残りの48隻は「乗組員を確保できれば出航可能」という状況だった。その上大半の船舶は蒸気機関を備えない純然たる帆船であり、封鎖任務には不向きだった。その時点で任務についていた42隻にしても遠くの海を警戒中の船もあり、また五大湖の警備を担当している船もあったため封鎖が宣言された時点で封鎖に投入できる船舶の数は非常に限られていた。海軍省は直ぐにこの欠陥の是正に動き、外洋警備中の船はすぐさま呼び戻され大規模な建艦計画が開始された。また、つなぎの手段としては民間から封鎖作戦に適した船舶を買い上げて封鎖作戦に投入できる船舶の数を一気に増強した。その結果1861年中に80隻近い蒸気船と60隻の帆船が就役し、海上封鎖を実行する艦船数は160隻に上った。
このように大がかりな作戦を実行するために、海軍は1861年の終わりまでに水兵の数を15,000名増員して24,000名とし、4つの戦隊を構成して、2戦隊を大西洋に、2戦隊をメキシコ湾に派遣した。

### 海上封鎖任務
海上封鎖任務は北軍の水兵や陸兵にも魅力あるものだった。海上封鎖の任務は戦争中の最も退屈なものであったが、潜在的所得という条件では最も魅力があった。戦隊の任務はあちこちを航行して封鎖突破船を捕まえることだったが、この「退屈な任務」に志願した兵の数は5万名以上にもなった。これは陸上の歩兵よりも船上の方が食事も生活条件も遙かに良く、遥かに安全であり、さらに小さいとしても大金を獲る機会が現実にあったからであった。捕獲した船舶と積荷は競売に付され、利益は船員達の間で階級に応じて分配された。「イオラス」号が1864年遅くにウィルミントン沖で、不運な封鎖突破船「ホープ」号を捕獲したとき、船長は13,000ドル、1等機関士は6,700ドル、水兵は一人当たり1,000ドル以上、船室係の少年でも533ドルを受け取り、歩兵の月給13ドルに比べて遙かに良かった。封鎖突破船から獲られる報酬額は様々だった。小さな「アリゲーター」号は50ドルにしかならず、「メンフィス」号を捕まえたときは51万ドル（市民労働者の生涯賃金で40人分）をもたらした。4年間で2500万ドルが賞金になった。

### 封鎖突破船
封鎖突破船は大きな比率で北軍艦船の網をくぐり抜けたが、海上封鎖が完成してくると、海軍の哨戒線を破るに最も適した船のタイプは、小さく軽量で、喫水の浅いものだった。封鎖突破には適していたが、南部が最も必要とする重い武器、金属などの資材を大量に運ぶには適していなかった。南部の援助を成功させるためには繰り返し航海する必要があったが、捕獲や沈没の危険性も増した。
通常の船舶はあまりに鈍くて目に付きやすく海軍からは逃れられなかった。それゆえに封鎖突破船は主にイギリスで新造され、船高が低く、喫水が浅く、高速に作られた。無煙炭を燃焼させる蒸気機関によって推進される外輪船ならば速度17ノット (31 km/h)が期待できた。南部には十分な量の水夫と船長を集めるだけの人的資源とそれだけの船を作る造船能力がなかったため、多くの封鎖突破船はイギリスで建造され、イギリス人の士官と乗組員が乗り込んでいた。イギリスの個人投資家は封鎖突破船に恐らく5千万ポンド（2億5千万米ドル、2006年価値で25億ドル）を遣った。船員の給与も高かった。イギリス海軍の予備役士官の場合、一航海で給与ボーナス合わせて数千ドル（金で）を稼ぎ、通常の水夫でも数百ドルを稼ぐことができた。彼らは闇夜に、500ないし700マイル（800ないし1,100 km）離れたイギリス領バミューダ諸島、バハマ諸島あるいはキューバのハバナとの行き来に挑戦した。船には綿花、テレビン油およびタバコのような輸出品、ライフル銃、薬品、ブランデー、下着およびコーヒーのような輸入品を数百トンの凝縮され高付加価値の貨物として運んだ。貨物1トンあたり300ドルから1,000ドルが輸送料となった。1月に2回往復すれば、恐らく25万ドルの収入（人件費と経費合わせて8万ドル）が得られた。
1864年11月、ウィルミントンの卸売業者はバミューダの代理人に、多くのクロロフォルムを送るのを停止して、その代わりに「コニャックの香り」という香料が「極めて高く」売れるので、それを送るように依頼した。連合国の愛国者達は南軍の兵士達がボロを着て飢えながら戦っているのに封鎖破り達が贅沢品で暴利を得ている事を軽蔑していたが、その反面その勇気や独創性は国の生き残りのために必要だった。奥地にいる多くの女性は輸入された10ドルの安ピカ物や50ドルの帽子を、「にっくきヤンキー」が南部を外部世界から孤立させることに失敗した愛国的証として誇らしげにみせびらかした。リッチモンド政府は最終的に輸送料を規制し、輸入品の半数は武器弾薬であることを求めた。さらにその歳費で封鎖突破船を何隻か購入して運営し、戦争の必需品が積まれていることを確実にした。1864年までに北バージニア軍の兵士達は輸入された肉を食べていた。封鎖破りは両軍にとって適度に安全なものだった。まず封鎖を突破する事は国際法上違法ではないため罪を問われる心配はなく、捕獲された船舶に乗っていた外国籍の船員は釈放され、南軍の者は捕虜収容所に送られた。封鎖突破船は基本的に武装しておらず（大砲の重量は封鎖突破を困難にするため）、海軍の艦船に危険は無かった。
封鎖破り貿易の儲けになる（かつ短期間）一例として、ナッソーやバミューダから運行されたバンシーがある。この船はノースカロライナ州ウィルミントンへの7回目の航海で捕獲され、アメリカ海軍に押収されて封鎖船として使われた。しかし、その捕獲時に、イギリスの所有者にとっては7倍の利益を生んでおり、所有者は直ぐにバンシー2号を建造して就航させ、間もなくその会社の封鎖突破船隊に加わった。

## 影響
北軍による海上封鎖は強力な武器となり、わずかな人命との引き替えに南部経済を結果的に破綻させた。封鎖は連合国の綿花輸出量を著しく減らし、武器弾薬の輸入を締め付けた。通常の貨物船は、封鎖を突破する事がほぼ不可能だった。また、海上交通も事実上停止したため、連合国内の長距離輸送は南部のオンボロの鉄道に頼るしかなく、海上封鎖の破壊的影響に打ち勝つことはできなかった。海上封鎖は他にも悪影響を及ぼし、特に食料の不均衡配分が深刻だった。戦争期間を通じて、南部は十分な食料を生産していたがそれを食料が欠乏している地域へ輸送することが非常に難しくなった。補給線の末端に位置していた北バージニア軍は、戦争の終盤では常に物資の欠乏を味わった。
リッチモンドや他の都市で時折起こったパン暴動は、愛国心でも主婦の要求を満足させるほど十分ではなかったことを示した。牛追い人には陸路が残っていたが、1863年に北軍がミシシッピ川を制圧した後では、馬、牛および豚をテキサスやアーカンソーから連合国東部に運ぶことが不可能になった。海上封鎖はアメリカ海軍の勝利であり、戦争そのものに勝利する主要要因となった。

### 連合国の反応
連合国は封鎖している戦隊を襲うために外装水雷を備えた一般に小さくて素早い蒸気駆動のランチ、水雷艇を建造した。蒸気駆動のランチを改装して造るものもあれば、CSSデイビッド級のようにその目的のために造られたものもあった。水雷艇は闇夜に紛れて封鎖している艦船の船腹に向けて外装水雷を放ち、素早く反転して爆発物を爆発させた。水雷艇は大変効果的とまではいかず、艦船の両側に鎖をぶら下げ、水雷艇のスクリューを引っかけるという簡単な方法、あるいは艦船を木製の柱で取り囲み、外装水雷が近づけないよう罠に掛けるという方法で容易に反撃された。
歴史的に知られた海戦の1例として、人力潜水艦H.L.ハンリーがチャールストンから出港し北軍の封鎖中の艦船に向かった。1864年2月17日の夜、H.L.ハンリーはUSSヒューサトニックを攻撃した。ヒューサトニックは5名の乗組員を失って沈没したが、H.L.ハンリーも9名の乗組員を乗せたまま沈没した。

## 主要な戦闘
アメリカ海軍にとって、海上封鎖の初期段階における最初の勝利は1861年4月24日に起きた。スループ艦カンバーランドと支援船の小さな戦隊がバージニア海岸沖のモンロー砦付近で連合国の船舶や私掠船の捕獲を始めた。それに続く2週間の間に、海軍将官ガーレット・J・ペンダーグラストは16隻の敵船を捕獲し、海上封鎖が拡大されれば効果的になることをアメリカ連合国の陸軍省に警告することになった。
海上封鎖を支援する初期戦闘の中には、1861年5月から6月に掛けてのチェサピーク湾封鎖があり、8月から12月に掛けてのカロライナ海岸封鎖があった。両封鎖ともアメリカ海軍が大西洋に沿って南方に徐々に封鎖を拡げることを可能にした。
ジョージア州サバンナ港は1862年4月11日のプラスキ砦の陥落と降伏によって効果的に封鎖された。
アメリカ連合国最大の港ニューオーリンズは航路がアメリカ海軍によって封鎖されたので、封鎖突破船にとっては難しい場所になった。1862年4月16日から22日に、市の南部にある主要砦であるジャクソン砦とセントフィリップ砦が、デイビッド・ディクソン・ポーターの迫撃砲スクーナー艦の艦砲射撃を受けた。4月22日、海軍将官デヴィッド・ファラガットの艦隊は障害物を抜けて航路内に入った。この艦隊は4月24日の朝に砦の横をうまく擦り抜けた。このことで、各砦とニューオーリンズ市は降伏することになった。
1864年8月5日のモービル湾の海戦の結果、メキシコ湾におけるアメリカ連合国の最後の主要港が閉鎖された。
1864年12月、北軍の海軍長官ギデオン・ウェルズがフィッシャー砦に軍隊を派遣した。そこはアメリカ連合国としては最後の封鎖されていない港であるノースカロライナ州ウィルミントンからアメリカ連合国が大西洋に出る航路を守っていた。最初の攻撃は失敗したが、戦術（および北軍の将軍）を変えてから、1865年1月に砦を落とし、アメリカ連合国の最後の主要港も閉鎖された。
北軍の艦隊がその大きさ、速度および経験度で成長するにつれて、より多くの港が北軍の支配下に入った。1862年以降、わずか3つの港、ウィルミントン、チャールストンおよびモービルが封鎖されずに残っており、75ないし100隻の封鎖突破船が運行した。チャールストンはジョン・A・ダールグレン提督の南大西洋封鎖戦隊によって1863年に封鎖された。モービル湾はデイビッド・ファラガット提督によって1864年8月に占領された。封鎖突破船が捕獲される危険度が増していき、1861年と1862年には9回の出撃で1回が捕獲されたのに対し、1863年と1864年は3回に1回が捕獲された。戦争が終わるまでに、捕獲数は出撃回数の50％にも達し、輸入はじわじわと減っていった。およそ1,100隻の封鎖突破船が捕獲され、他に300隻が破壊された。イギリスの投資家はその交易による利潤を再投資するという誤りをしばしば犯した。戦争が終わったときに使いようの無い船舶と急速に価値の下がった綿花の山に直面した。帳尻から見れば、投資家の半数は利益を得、半数は損失を出した。

## 戦隊
海上封鎖に使われた北軍の艦船は、その担当海域によって戦隊に分けられた。

### 北大西洋封鎖戦隊
北大西洋封鎖戦隊はバージニア州ハンプトン・ローズに基地を置き、バージニア州とノースカロライナ州に海岸を担当した。公式の行動範囲はポトマック川からノースカロライナ州ケープフェアまでだった。主に南軍の船舶が軍隊に物資補給することを妨害し、北軍の軍隊を支援することがその任務だった。大西洋封鎖戦隊が1861年10月29日に北と南に別れた時に創設された。戦争終結後、この戦隊は1865年7月25日に大西洋戦隊に吸収された。

#### 指揮官
| 戦隊指揮官                                | 就任           | 離任           |
| ----------------------------------------- | -------------- | -------------- |
| 海軍将官 ルイス・M・ゴールズボロ          | 1861年10月29日 | 1862年9月4日   |
| 海軍少将 サミュエル・フィリップス・リー   | 1862年9月4日   | 1864年10月12日 |
| 海軍少将 デイビッド・ディクソン・ポーター | 1864年10月12日 | 1865年5月1日   |
| 海軍少将 ウィリアム・ラドフォード         | 1865年5月1日   | 1865年7月25日  |

#### 艦船
- USS アラート
- USS ブランディワイン

### 南大西洋封鎖戦隊
南大西洋封鎖戦隊は主に、ノースカロライナ州ケープヘンリーからフロリダ州キー・ウェストまでの、南軍の船舶が軍隊に物資補給することを妨害し、北軍の軍隊を支援することがその任務だった。大西洋封鎖戦隊が1861年10月29日に北と南に別れた時に創設された。戦争終結後、この戦隊は1865年7月25日に大西洋戦隊に吸収された。

#### 指揮官
- サミュエル・フランシス・デュポン (1861年-1863年)
- ジョン・A・ダールグレン (1863年-1865年)

### メキシコ湾封鎖戦隊
メキシコ湾封鎖戦隊は戦争初期のアメリカ海軍の戦隊であり、キーウエストからメキシコ国境までを哨戒した。この戦隊は行動範囲が最大だった。1862年初期に効率化を求めて西と東に分割された。

#### 指揮官
- ウィリアム・マービン (1861年5月6日-1861年9月22日)
- ウィリアム・マッキーン (1861年9月22日-1862年2月)

### 西メキシコ湾封鎖戦隊
西メキシコ湾封鎖戦隊は主に、メキシコ湾岸西半分の南軍の船舶が軍隊に物資補給することを妨害し、北軍の軍隊を支援することがその任務だった。メキシコ湾封鎖戦隊が1862年に西と東に別れた時に創設された。デイビッド・ファラガット提督のUSSハートフォードが旗艦であった。この戦隊は1865年7月13日にメキシコ湾戦隊に吸収された。

#### 指揮官
- デイビッド・ファラガット 1862年
- ジェイムズ・S・パーマー 1864年11月30日
- ヘンリー・K・サッチャー 1865年2月23日

## 大衆文化の中で
『風と共に去りぬ』の中でレット・バトラーは成功した封鎖破りとして描かれている。